# Georg Lembucher

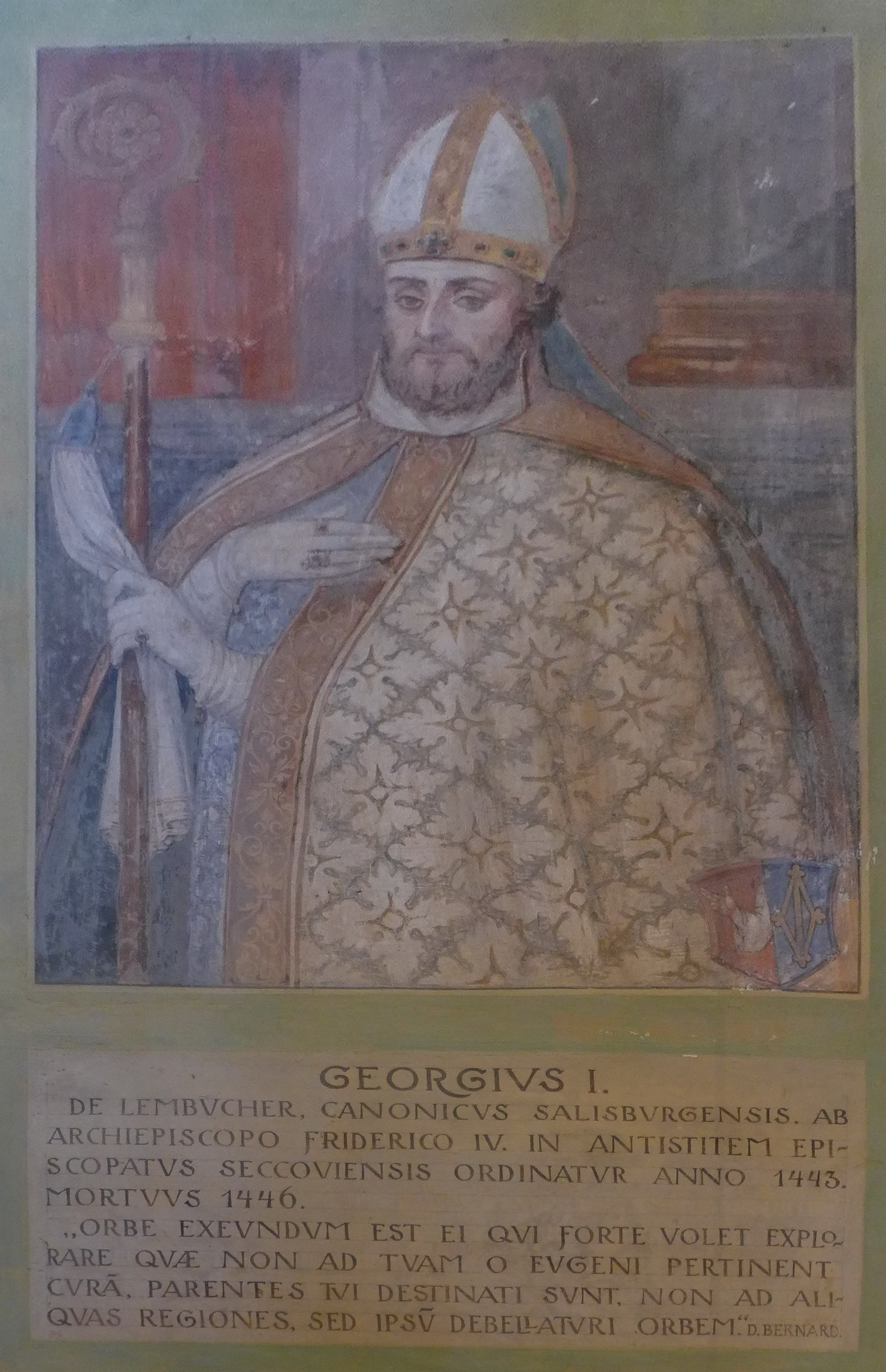
Halbfigurenportrait Bischof Georg I. Lembucher, Basilika Seckau, Bischofskapelle (Darstellung um 1595)

Georg Lembucher (* 14. Jahrhundert oder 15. Jahrhundert; † 20. Oktober 1446) war Bischof von Seckau.
Georg Lembucher wurde in Kalsdorf bei Ilz geboren.  1420 studierte er in Wien und erhielt 1426 die niederen Weihen. 1429 wurde er zum Subdiakon und 1430 zum Diakon geweiht, von 1434 bis 1443 war er Domherr in Salzburg, von 1439 bis 1443 Generalvikar der Erzdiözese Salzburg. 
Bereits eine Woche nach dem Tod des Seckauer Bischofs Konrad von Reisberg wurde er am 15. Juni 1443 durch den Salzburger Erzbischof Johann von Reisberg zu dessen Nachfolger bestimmt. Georg Lembucher betonte durch sein Huldigungsrevers vom 27. Juli 1443 die Bindung Seckaus an das Erzbistum. 
Nach nur dreijähriger Regierung starb Bischof Lembucher. Er wurde in der Margarethenkapelle des Seckauer Doms beigesetzt.